# Carl Hubert Sattler
Carl Hubert Sattler (* 4. Juli 1880 in Erlangen; † 7. September 1953 in Limburg an der Lahn) war ein deutscher Ophthalmologe.

## Leben
Curt Hubert Sattler war Sohn des Ophthalmologen Hubert Sattler. Ab 1899 studierte er an der Universität Leipzig, der Ludwig-Maximilians-Universität München und der Christian-Albrechts-Universität zu Kiel Medizin. 1904 wurde er in Kiel zum Dr. med. promoviert. 1911 habilitierte er sich an der Albertus-Universität Königsberg. Unter Arthur Birch-Hirschfeld wurde er 1917 zum titulierten a.o. Professor und 1918 zum Oberarzt ernannt. Seit 1921 planmäßiger a.o. Professor, war er bis 1939 leitender Arzt der Abteilung für Augenkranke im Katholischen Elisabeth-Krankenhaus der Grauen Schwestern in der Königsberger Ziegelstraße. Ab 1945 betrieb er eine augenärztliche Praxis in Diez.

## Veröffentlichungen (Auswahl)
- Die bösartigen Geschwülste des Auges, 1926.
- Stereoskopische Bilder für schielende Kinder, 1928/1952.
- Berufswahl und Auge, 1931/1940.